# Calamobius
Genre
Calamobius est un genre de coléoptères appartenant à la famille des cérambycidés. Ce genre ne comprend en Europe qu'une seule espèce, présente aussi en France,:
- Calamobius filum (Rossi, 1790), communément appelé l’aiguillonner des céréales ou saperde grêle.

## Morphologie
Son corps est cylindrique, très étroit, entièrement de couleur noire peu brillante et recouvert d'une pubescence grise peu dense, quelquefois plus épaisse le long de la suture élytrale.

Les antennes sont deux fois plus longues que le corps chez le mâle et une fois et demi chez la femelle.

## Biologie
Il s’attaque aux céréales (BT, BD, triticale on en a trouvé sur des graminées fourragères : fétuque élevée, dactyle ainsi que sur folle avoine).